# Centrantyx clarkei
Centrantyx clarkei är en skalbaggsart som beskrevs av Jan Krikken 1985. Centrantyx clarkei ingår i släktet Centrantyx och familjen Cetoniidae. Inga underarter finns listade.